# Tachypeza excisa
Tachypeza excisa är en tvåvingeart som beskrevs av Axel Leonard Melander 1927. Tachypeza excisa ingår i släktet Tachypeza och familjen puckeldansflugor.
Artens utbredningsområde är Québec. Inga underarter finns listade i Catalogue of Life.